# Östergötlands runinskrifter 190
Ög 190, är en runsten i Vikingstads socken i Linköpings kommun. Stenen, som står rest bredvid en äldre sträckning av landsvägen mellan Vikingstad och Linköping, saknar en del av sitt mittparti, varpå en del av skriften fattas och de kvarvarande delarna har fogats ihop på konstgjord väg. Den lagades och flyttades till nuvarande plats 1937.
Translitteration:
...s * risti + istin iftr * aguta * ku(þ)... ...
Tolkning:
... reisti stein eptir Ágota, Guð/góð[an] ...
Översättning:
... reste stenen efter Agute, en god ...